# انتگرال ناسره

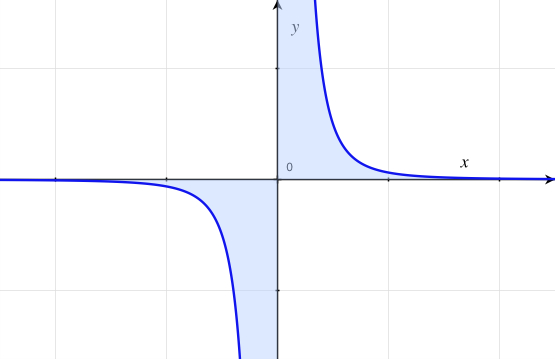
دو انتگرال معکوس ریمان نامناسب از نوع دوم. انتگرال ممکن است به دلیل مجانب عمودی در تابع وجود نداشته باشد.

انتگرال ریمان نامناسب از نوع دوم. انتگرال ممکن است به دلیل مجانب عمودی در تابع وجود نداشته باشد.
انتگرالِ ناسره (به انگلیسی: Improper integral) که با نامِ انتگرالِ مجازی نیز شناخته می‌شود، به حدِ یک انتگرال معین گفته می‌شود که یکی یا هر دویِ کران‌هایِ انتگرال‌گیریِ آن یا به ∞ میل کند یا به یک عددِ حقیقی. به عبارتِ دیگر، انتگرال‌هایِ ناسره، انتگرال‌هایی با شکل‌هایی مشابه به این هستند: 
{\displaystyle \lim _{b\to \infty }\int _{a}^{b}f(x)\,\mathrm {d} x,\qquad \lim _{a\to -\infty }\int _{a}^{b}f(x)\,\mathrm {d} x,}
یا به این فرم‌ها:
{\displaystyle \lim _{c\to b^{-}}\int _{a}^{c}f(x)\,\mathrm {d} x,\quad \lim _{c\to a^{+}}\int _{c}^{b}f(x)\,\mathrm {d} x,}
به علاوه، یک انتگرال، باز هم تبدیل به یک انتگرالِ ناسره می‌شود، اگر که تابعِ f در یک یا چندین نقطه از نقطه‌هایِ درونیِ انتگرال، تعریف‌نشده باشد.